# Adam Sandler
Adam Richard Sandler (Brooklyn, New York, 1966. szeptember 9. –) amerikai színész, humorista, forgatókönyvíró és filmproducer.
Miután a Saturday Night Live című műsor szereplője lett, Sandler több hollywoodi játékfilmben feltűnt, melyek a mozikban összesen kétmilliárd dollár feletti bevételt termeltek. Ismertebb filmjei közé tartozik a Billy Madison – A dilidiák (1995), a Happy, a flúgos golfos (1996), A vizesnyolcas (1998), a Nászok ásza (1998) és A kismenő (2002). 
Sylvester Stallone után Sandler a második legtöbb Arany Málna díjjal, illetve jelöléssel bíró színész. A könnyed vígjátékok mellett a drámai műfajban is kipróbálta magát – a Spangol – Magamat sem értem! (2004), az Üres város (2007), a Kótyagos szerelem (2008), a Ki nevet a végén? (2009) és A Meyerowitz-történetek (2017) című filmekben nyújtott alakításait méltatták a kritikusok.

## Gyermekkora és családja
1966. szeptember 9-én született Brooklynban (New York), zsidó családban, Judy és Stanley Sandler gyermekeként. A felmenők mindkét ágon orosz bevándorlók leszármazottai.

## Pályafutása
Mióta az eszét tudja, mulattatni akart, és ezt tette akkor is, amikor a New York Egyetem szemesztereit látogatta. 1983-tól, tizenhét éves kora óta lépett fel különféle klubokban stand-up komikusként, mígnem felfedezője, Dennis Miller bemutatta a Saturday Night Live producerének.
1990 és 1995 között a sztár lankadatlan gyártotta a poénokat, olyan visszatérő témákban, mint a maszturbáció, valamint a tanárok és a közhivatalnokok kíméletlen kigúnyolása. Mikor filmes karrierje elindult, otthagyta a show-világot. A Pancserock, a Csúcsfejek és a Segítség, karácsony! című filmekben kapott kisebb szerepek után a Billy Madison – A dilidiák című vígjátékban jelent meg először főszereplőként, ahol már a forgatókönyvbe is besegített. Sandlernek a sikert végül az 1998-as év hozta, amikor leforgatta a Nászok ásza című romantikus vígjátékot Drew Barrymore partnereként, majd A vizesnyolcast, mely 39 millió dollárt jövedelmezett az első hétvégén. Ezután következett az Apafej, mely kétmillió dollárral felülmúlta az előbbi debütálását.
Sandler gyakran filmez olyan színésztársaival és barátaival, mint Nick Swardson, Chris Rock, Kevin James vagy Rob Schneider akik majdnem minden filmjében felbukkannak, akár nagyobb, akár kisebb szerepekben.

## Magánélete
2003-tól Jackie Sandler férje, akitől két gyermeke született. Életéről keveset tudni, mivel teljes mértékben elzárja családját és magánéletét a médiától.

## Válogatott filmográfia
- Furcsa fickók a fedélzeten (1989)
- Bohóc-sztori (1991)
- Csúcsfejek (1993)
- Pancserock (1994)
- Segítség, karácsony! (1994)
- Billy Madison – A dilidiák (1995)
- Happy, a flúgos golfos (1996)
- Golyóálló (1996)
- Nászok ásza (1998)
- A vizesnyolcas (1998)
- Apafej (1999)
- Sátánka – Pokoli poronty (2000)
- Kótyagos szerelem (2002)
- 8 őrült éjszaka (2002)
- Ki nevel a végén? (2003)
- Az 50 első randi (2004)
- Csontdaráló (2005)
- Távkapcs (2006)
- Üres város (2007)
- Férj és férj (2007)
- Ne szórakozz Zohannal! (2008)
- Ki nevet a végén? (2009)
- Nagyfiúk (2010)
- Jack és Jill (2011)
- Hotel Transylvania – Ahol a szörnyek lazulnak (2012)
- Nagyfiúk 2. (2013)
- Kavarás (2014)
- A cipőbűvölő (2014)
- Pixel (2015)
- Hotel Transylvania 2. – Ahol még mindig szörnyen jó (2015)
- Nevetséges hatos (2015)
- Hotel Transylvania 3. – Szörnyen rémes vakáció (2018)
- Gyagyás gyilkosság (2019)
- Csiszolatlan gyémánt (2019)
- Hubie, a halloween hőse (2020)
- Mindent egy lapra (2022)
- Gyagyás gyilkosság 2. (2023)
- Az űrhajós (2024)

## Fontosabb díjak és jelölések
Independent Spirit-díj
2020 díj: Legjobb férfi főszereplő (Csiszolatlan Gyémánt)
Golden Globe-díj
- 2003 jelölés: Legjobb vígjáték vagy musical színész (Kótyagos szerelem)
- 2025 jelölés: Legjobb televíziós stand-up komikus (Adam Sandler: Love You)

Primetime Emmy-díj
- 1991 jelölés: Legjobb forgatókönyv (varieté vagy zenés műsor) (Saturday Night Live)
- 1992 jelölés: Legjobb forgatókönyv (varieté vagy zenés műsor) (Saturday Night Live)
- 1993 jelölés: Legjobb forgatókönyv (varieté vagy zenés műsor) (Saturday Night Live)
- 2019 jelölés: Legjobb forgatókönyv (varieté különkiadás) (Adam Sandler:100% Fresh)
- 2019 jelölés: Legjobb vendégszínész (vígjátéksorozat) (Saturday Night Live)

Screen Actors Guild-díj
- 2023 jelölés: Legjobb férfi főszereplő (Mindent egy lapra)

MTV Movie + TV Awards
- 1995 jelölés: legjobb komikus színész (Billy Madison – A dilidiák)
- 1996 jelölés: legjobb komikus színész (Happy, a flúgos golfos)
- 1996 díj: legjobb harc, Bob Barker-rel (Happy, a flúgos golfos)
- 1998 jelölés: legjobb komikus színész (Nászok ásza)
- 1998 díj: legjobb csók, Drew Barrymore-ral (Nászok ásza)
- 1998 jelölés: legjobb páros, Drew Barrymore-ral (Nászok ásza)
- 1999 díj: legjobb komikus színész (A vizesnyolcas)
- 1999 jelölés: legjobb színész (A vizesnyolcas)
- 2000 jelölés: legjobb páros, Cole Sprouse és Dylan Sprouse-zal (Apafej)
- 2000 díj: legjobb komikus színész (Apafej)
- 2000 jelölés: legjobb színész (Apafej)
- 2003 jelölés: legjobb komikus színész (A kimenő)
- 2003 jelölés: legjobb csók, Emily Watson-nal (Kótyagos szerelem)
- 2004 jelölés: legjobb színész (Az 50 első randi)
- 2004 díj: legjobb páros, Drew Barrymore-ral (Az 50 első randi)
- 2006 jelölés: legjobb kozmikus színész (Csontdaráló)
- 2007 jelölés: legjobb komikus színész (Távkapcs)
- 2008 díj: MTV generáció díj
- 2008 jelölés: legjobb komikus színész (Férj és férj)
- 2011 jelölés: legjobb komikus színész (Kellékfeleség)
- 2023 díj: legjobb komikus színész (Gyagyás gyilkosság 2.)

Arany Málna díj
- 1997 jelölés: legrosszabb férfi főszereplő (Golyóálló, Happy, a flúgos golfos)
- 1999 jelölés: legrosszabb férfi főszereplő (A vizesnyolcas)
- 2000 díj: legrosszabb férfi főszereplő (Apafej)
- 2000 jelölés: legrosszabb forgatókönyv (Apafej)
- 2001 jelölés: legrosszabb férfi főszereplő (Sátánka)
- 2001 jelölés: legrosszabb forgatókönyv (Sátánka)
- 2003 jelölés: legrosszabb férfi főszereplő (Nyolc őrült éjszaka, Kismenő)
- 2008 jelölés: legrosszabb film (producer) (Férj és férj)
- 2008 jelölés: legrosszabb férfi főszereplő (Férj és férj)
- 2008 jelölés: legrosszabb filmes páros (párja: Kevin James vagy Jessica Biel) (Férj és férj)
- 2012 díj – a legrosszabb film (producer) (Jack és Jill)
- 2012 díj: legrosszabb férfi főszereplő (Jack és Jill, mint Jack)
- 2012 díj: legrosszabb női főszereplő (Jack és Jill, mint Jill)
- 2012 díj: legrosszabb forgatókönyv (Jack és Jill)
- 2012 jelölés: legrosszabb forgatókönyv (Bucky Larson: Született filmcsillag)
- 2012 díj: legrosszabb filmes páros (párja: Katie Holmes, Al Pacino, vagy maga Sandler) (Jack és Jill)
- 2012 jelölés: legrosszabb filmes páros (párja: Jennifer Aniston vagy Brooklyn Decker (Kellékfeleség)
- 2013 díj: legrosszabb férfi főszereplő (Apa ég!)
- 2013 jelölés: legrosszabb filmes páros (párja: Leighton Meester, Andy Samberg, vagy Susan Sarandon) (Apa ég!)
- 2014 jelölés: legrosszabb férfi főszereplő (Nagyfiúk 2.)
- 2014 jelölés: legrosszabb forgatókönyv (Nagyfiúk 2.)
- 2015 jelölés: legrosszabb férfi főszereplő (Kavarás)
- 2016 jelölés:  legrosszabb férfi főszereplő (A cipőbűvölő, Pixel)
- 2016 jelölés: legrosszabb filmes páros (bármelyik pár cipőjével) (A cipőbűvölő)
- 2020 jelölés:  Megváltó díj (Csiszolatlan gyémánt)
- 2021 jelölés:  legrosszabb férfi főszereplő (Hubie, a halloween hőse)
- 2021 jelölés: legrosszabb filmes páros (az idegesítő hangjával) (Hubie, a halloween hőse)